# Moscow Black Storm
I Moscow Black Storm ((RU)  Чёрный Шторм) sono una squadra di football americano di Mosca, in Russia; fondati nel 2005, hanno vinto 1 titolo nazionale e 1 Coppa di Russia.
Hanno una sezione femminile di football americano e flag football chiamata Moscow Sirens.

## Dettaglio stagioni

### Tornei nazionali

#### Campionato

##### Campionato russo
| Stagione | regular season | regular season | regular season | regular season | regular season | regular season | playoff | playoff | playoff | playoff | playoff | playoff   | playoff    |
|          | Vin            | Par            | Per            | Tot            | PF             | PS             | Vin     | Per     | Tot     | PF      | PS      | risultato | avversaria |
| -------- | -------------- | -------------- | -------------- | -------------- | -------------- | -------------- | ------- | ------- | ------- | ------- | ------- | --------- | ---------- |
| 2014     | 2              | 0              | 3              | 5              | 97             | 91             | -       | -       | -       | -       | -       | -         | -          |
| 2015     | 0              | 0              | 4              | 4              | 24             | 102            | -       | -       | -       | -       | -       | -         | -          |
| Totale   | 2              | 0              | 7              | 9              | 121            | 193            | -       | -       | -       | -       | -       |           |            |

Fonti: Enciclopedia del Football - A cura di Roberto Mezzetti

#### Coppa
| Stagione | regular season | regular season | regular season | regular season | regular season | regular season | playoff | playoff | playoff | playoff | playoff | playoff   | playoff                       |
|          | Vin            | Par            | Per            | Tot            | PF             | PS             | Vin     | Per     | Tot     | PF      | PS      | risultato | avversaria                    |
| -------- | -------------- | -------------- | -------------- | -------------- | -------------- | -------------- | ------- | ------- | ------- | ------- | ------- | --------- | ----------------------------- |
| 2015     | -              | -              | -              | -              | -              | -              | 3       | 0       | 3       | 109     | 17      | Campioni  | Sankt Petersburg North Legion |
| Totale   | -              | -              | -              | -              | -              | -              | 3       | 0       | 3       | 109     | 17      |           |                               |

Fonti: Enciclopedia del Football - A cura di Roberto Mezzetti

### Tornei locali

#### Black Bowl
| Stagione | regular season | regular season | regular season | regular season | regular season | regular season | playoff | playoff | playoff | playoff | playoff | playoff   | playoff               |
|          | Vin            | Par            | Per            | Tot            | PF             | PS             | Vin     | Per     | Tot     | PF      | PS      | risultato | avversaria            |
| -------- | -------------- | -------------- | -------------- | -------------- | -------------- | -------------- | ------- | ------- | ------- | ------- | ------- | --------- | --------------------- |
| 2018     | 5              | 0              | 1              | 6              | 151            | 68             | 1       | 1       | 2       | 39      | 32      | Finale    | Voronezh Mighty Ducks |
| 2019     | 3              | 0              | 3              | 6              | 106            | 159            | -       | -       | -       | -       | -       | -         | -                     |
| Totale   | 8              | 0              | 4              | 12             | 257            | 227            | 1       | 1       | 2       | 39      | 32      |           |                       |

Fonti: Enciclopedia del Football - A cura di Roberto Mezzetti

#### WLAF Moscow
| Stagione | regular season | regular season | regular season | regular season | regular season | regular season | playoff | playoff | playoff | playoff | playoff | playoff      | playoff    |
|          | Vin            | Par            | Per            | Tot            | PF             | PS             | Vin     | Per     | Tot     | PF      | PS      | risultato    | avversaria |
| -------- | -------------- | -------------- | -------------- | -------------- | -------------- | -------------- | ------- | ------- | ------- | ------- | ------- | ------------ | ---------- |
| 2018     | 0              | 0              | 6              | 6              | 88             | 224            | -       | -       | -       | -       | -       | Quarto posto | -          |
| Totale   | 0              | 0              | 6              | 6              | 88             | 224            | -       | -       | -       | -       | -       |              |            |

Fonti: Enciclopedia del Football - A cura di Roberto Mezzetti

### Riepilogo fasi finali disputate
| Anno              | Luogo           | Evento          | Fase del torneo | Incontro                                           | Risultato |
| 7 novembre 2015   | San Pietroburgo | Coppa di Russia | Finale          | Moscow Black Storm - Sankt Petersburg North Legion | 43 - 3    |
| 29 settembre 2018 | Ramon'          | Black Bowl      | Finale          | Voronezh Mighty Ducks - Moscow Black Storm         | 32 - 0    |

## Palmarès
- 1 Campionato russo (2013)
- 1 Coppa di Russia (2015)